# Min lust till dig
"Min lust till dig" är ett musiknummer från musikalen Kristina från Duvemåla. Den är skriven av Björn Ulvaeus och Benny Andersson, och sjöngs i uruppsättningen samt på CD-skivan av Anders Ekborg och Helen Sjöholm i huvudrollerna som Karl Oskar och Kristina. 
På CD-skivan är det i detta nummer som Karl-Oskar friar till Kristina, bröllop firas och Karl-Oskar tar över Korpamoen. I musikalen är de uppdelade i olika nummer, som dock hänger ihop.